# (4842) Atsushi
(4842) Atsushi és un asteroide que pertany al cinturó d'asteroides, descobert el 21 de novembre de 1989 per Seiji Ueda i l'astrònom Hiroshi Kaneda des del Kushiro Marsh Observatory, a Hokkaido, Japó.
Va ser designat provisionalment com 1989 WK. Va ser anomenat Atsushi en honor de l'astrònom japonès Atsushi Takahashi resident a Kitami, que fa observacions dels planetes i els cometes de menor importància com a membre d'un grup anomenat `Hokkaido Shougakusei Suisei Kaigi '.
La magnitud absoluta d'Atsushi és 13,5. Té 4,596 km de diàmetre i té una albedo estimada de 0,4.
Atsushi s'hi troba a una distància mitjana del Sol de 2,250 ua, i pot allunyar-se fins a 2,604 ua i acostar-se fins a 1,897 ua. La seva excentricitat és 0,157 i la inclinació orbital 2,468 graus. Empra 1233 dies a completar una òrbita al voltant del Sol.